# 橘守部

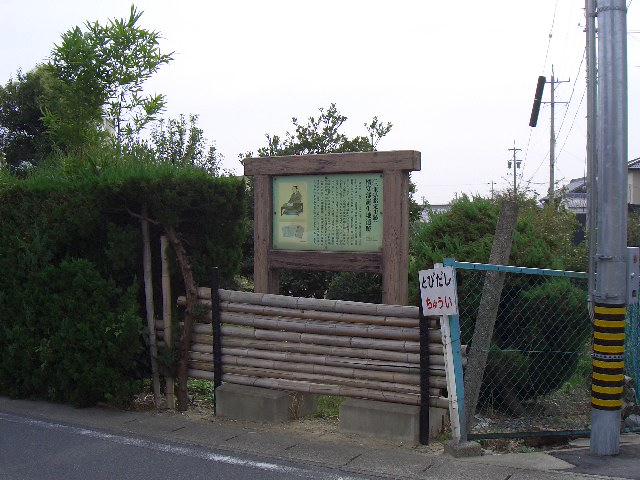
橘守部生誕地案内板（三重県三重郡朝日町小向地区）
朝日町役場前には「橘守部翁生誕之地」と刻まれた石碑がある。

橘 守部（たちばな もりべ、天明元年4月8日（1781年5月1日） - 嘉永2年5月24日（1849年7月13日））は、江戸時代後期の国学者。通称は飯田元輔・源助。号は池庵・椎本・生薬園など。

## 生涯
天明元年（1781年）、伊勢国朝明郡小向村（現在の三重県三重郡朝日町小向）の庄屋の家に生まれた。父の飯田元親は谷川士清の門人であった。
文化6年（1809年）、武州幸手に移住。この頃に田村清八の娘政子と結婚した。晩年は江戸に住んで肥前国平戸藩主松浦氏の知遇を得た。
嘉永2年（1849年）、69歳で死去。墨田区向島にある長命寺に葬られた。墓碑は墨田区の登録文化財に登録されている。
昭和3年（1928年）、正五位を追贈された。

## 業績
八丁堀に転居した頃に『宇治大納言物語』『古今和歌集』『十訓抄』等を読み、父の遺志を継承する形で、国学の道へ進んだ。
守部は本居宣長を痛烈に批判し、『古事記』よりも『日本書紀』を重んじて、神話の伝説的な部分と史実の部分の区分の必要性を説いた。晩年には死後安心論にも関心を寄せた。守部による独自の学説は、武蔵国北部から上野国にかけて普及し、機業家などに門人を広げた。

## 著書
『神風問答』『伊勢物語箋』『待問雑記』『山彦冊子』『稜威道別』『稜威言別』『神代直語』『難古事記伝』『土佐日記舟の直路』『万葉集墨縄』『万葉集檜嬬手』『湖月抄別記』『長歌撰格』『短歌撰格』『心の種』などがある